# Emilio Polli
Emilio Polli (født 1901, død 30. januar 1983) var en italiensk frisvømmer, der var italiensk mester indtil 1931, olympisk mester ved Sommer-OL 1924 og 1928.
Emilio Polli var en olympisk atlet, der deltog i Paris i 1924 og i Amsterdam i 1928. Derudover blev han mellem 1924 og 1938 femogtyve gange italiensk mester og vandt 74 medaljer ved vigtige internationale konkurrencer. Han deltog i de første europamesterskaber i svømning nogensinde, som blev afholdt i Budapest i 1926. Emilio Polli var den første i Italien, der praktiserede den ægte amerikanske "crawl", hvor han introducerede nogle innovationer og skabte den "europæiske crawl". For sine præstationer inden for svømning blev Emilio Polli tildelt Den Gyldne Stjerne for sportslige fortjenester og Den Gyldne Krave af CONI.
Med en sjældent veludviklet fysik og en særlig karisma blev Emilio Polli betragtet som en af de mest repræsentative for tidens sportsæra i Italien og Europa.
Gennem årene vandt han flere nationale titler og var en del af den første generation af italienske svømmere, som var i stand til at markere sig på den internationale scene i slutningen af 1920'erne og begyndelsen af 1930'erne.
Kun nitten år gammel var Emilio Polli i 1920 rangeret blandt de 107 bedste topsvømmere i verden gennem alle tider.